# Philodromus albicans
Philodromus albicans es una especie de araña cangrejo del género Philodromus, familia Philodromidae. Fue descrita científicamente por O. P.-Cambridge en 1897.

## Distribución
Esta especie se encuentra en México.